# Canal Champlain
El canal Champlain (del inglés: Champlain Canal) es un canal de los Estados Unidos de 97 km de longitud  que conecta el extremo sur del lago Champlain hasta el río Hudson en el estado de Nueva York. Fue construido de forma simultánea con el canal de Erie y ahora es parte del sistema de canales del estado de Nueva York (New York State Canal System) y los lagos de pasaje de esclusas (Lakes to Locks Passage).
El canal fue propuesto en 1812 y la construcción fue autorizada en 1817. En 1818, se habían completado 19 km y en 1819 se abrió el canal desde Fort Edward al lago Champlain. El canal fue inaugurado oficialmente el 10 de septiembre de 1823. Fue un éxito financiero inmediato y tuvo un tráfico comercial considerable hasta la década de los años 1970.
Hoy, el canal se ha ampliado y proporciona una adecuada ruta para la navegación recreativa desde el océano Atlántico y el río Hudson hasta el lago Champlain. Cruzando el lago Champlain, los navegantes pueden acceder al canal Chambly, que conecta el lago Champlain con la vía marítima del San Lorenzo.

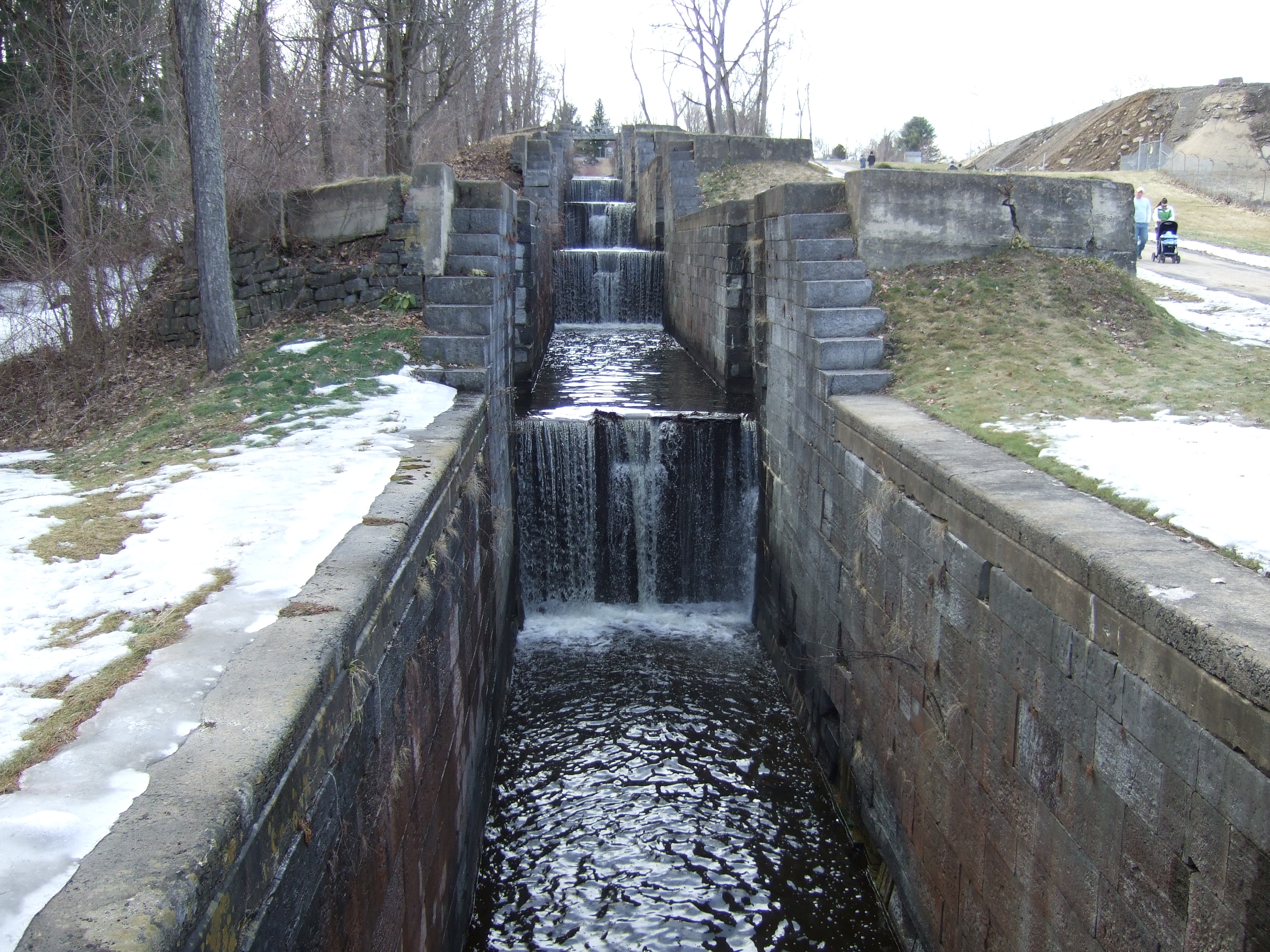
Segunda generación de esclusas, construidas alrededor del año 1845, Glens Falls Feeder, Fort Edward, NY